# Psicopatia autística
La psicopatia autística o psicopatia autista és el nom que va donar el metge austríac Hans Asperger a la síndrome que descriu en quatre nens en la seva publicació alemanya Die “Autistischen Psychopathen” im Kindesalter (Les psicopaties autistes durant la infància). Aquest text es va proposar per a la seva publicació el 8 d'octubre de 1943, però no es va publicar fins al 1944.

## La seva publicació
Die “Autistischen Psychopathen” im Kindesalter (Les psicopaties autístiques durant la infància) és la publicació resultant de la tesi de Hans Asperger, publicada en una revista neurològica alemanya el 1944, però la publicació ja va ser enviada al seu director de tesi, Franz Hamburger, l'any anterior.

## Descripció
La traducció del terme psicològic alemany de l'època (Psychopathie, Psychopath) equivalent a la terminologia actual seria «trastorn de personalitat», és a dir que es tracta de trets de personalitat i no d'una malaltia mental com l'esquizofrènia.
Hans Asperger manlleva el terme «autisme» d'Eugen Bleuler, per descriure quatre nens en els quals observa trastorns de comunicació, empatia i tendència a considerar les persones com a objectes. També destaca la seva dificultat per fer amics, converses cara a cara, una intensa absorció per a un tema en particular i la seva inquietud física. Va anomenar aquests quatre nens els seus «petits professors».
En destaca la convivència de punts forts com la intel·ligència i la creativitat, i punts febles com la incapacitat de vestir-se sols. Finalment, insisteix en la freqüència relativa del que descriu, i considera la «psicopatia autista» pròpia de «gens rara».
Segons Jacques Hochmann, la seva descripció pretén distingir la condició observada en aquests nens de l'esquizofrènia infantil, en la mesura que no són «al·lucinats ni delirants», que provoquen que les seves famílies pateixin per la seva estranyesa, però ells mateixos no pateixen per la seva condició. També preveu que els psicòpates autistes es puguin reintegrar socialment mitjançant l'educació especialitzada. Segons Steve Silberman, Asperger nota similituds amb el concepte d'esquizofrènia infantil i en particular amb el concepte de «pensament autista» definit per Bleuler, però prefereix el terme «psicopatia» per definir una frontera entre una bona salut i una malaltia mental.

## Herència
La publicació de Hans Asperger, publicada un any després de la publicació de Leo Kanner, ha estat oblidada pel món mèdic.
Posteriorment, es va preferir el nom de «síndrome d'Asperger» per designar la condició corresponent a les observacions de Hans Asperger, en lloc d'utilitzar el terme «psicopatia autista» o fins i tot «autisme». Segons Temple Grandin, Lorna Wing preferia evitar l'estigma associat al terme «psicopatia».